# Dichochrysa marchionissa
Dichochrysa marchionissa is een insect uit de familie van de gaasvliegen (Chrysopidae), die tot de orde netvleugeligen (Neuroptera) behoort. 
Dichochrysa marchionissa is voor het eerst wetenschappelijk beschreven door Navás in 1915.